# Rio Tetta

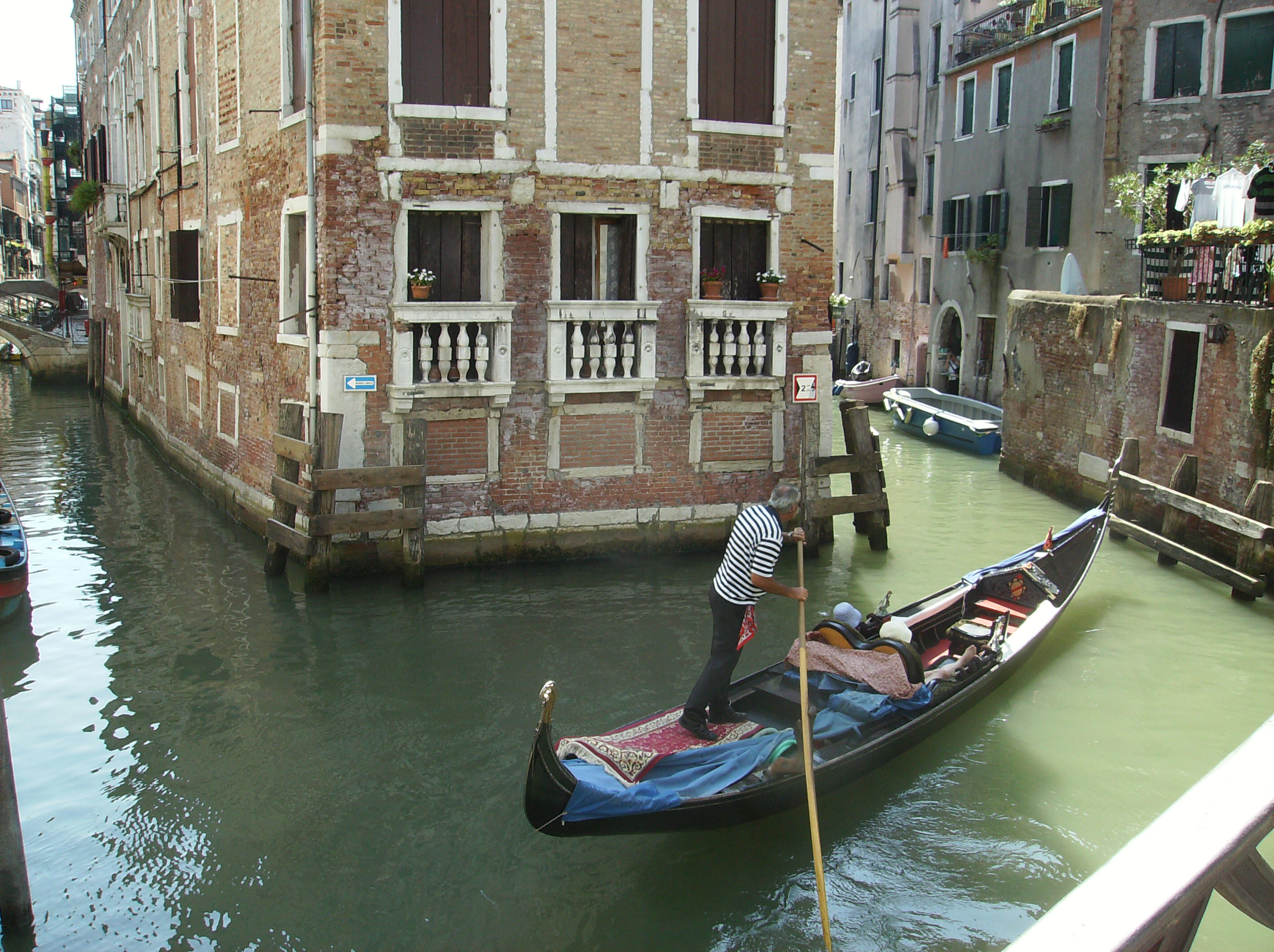
La maison des Tetta avec le rio partant à droite

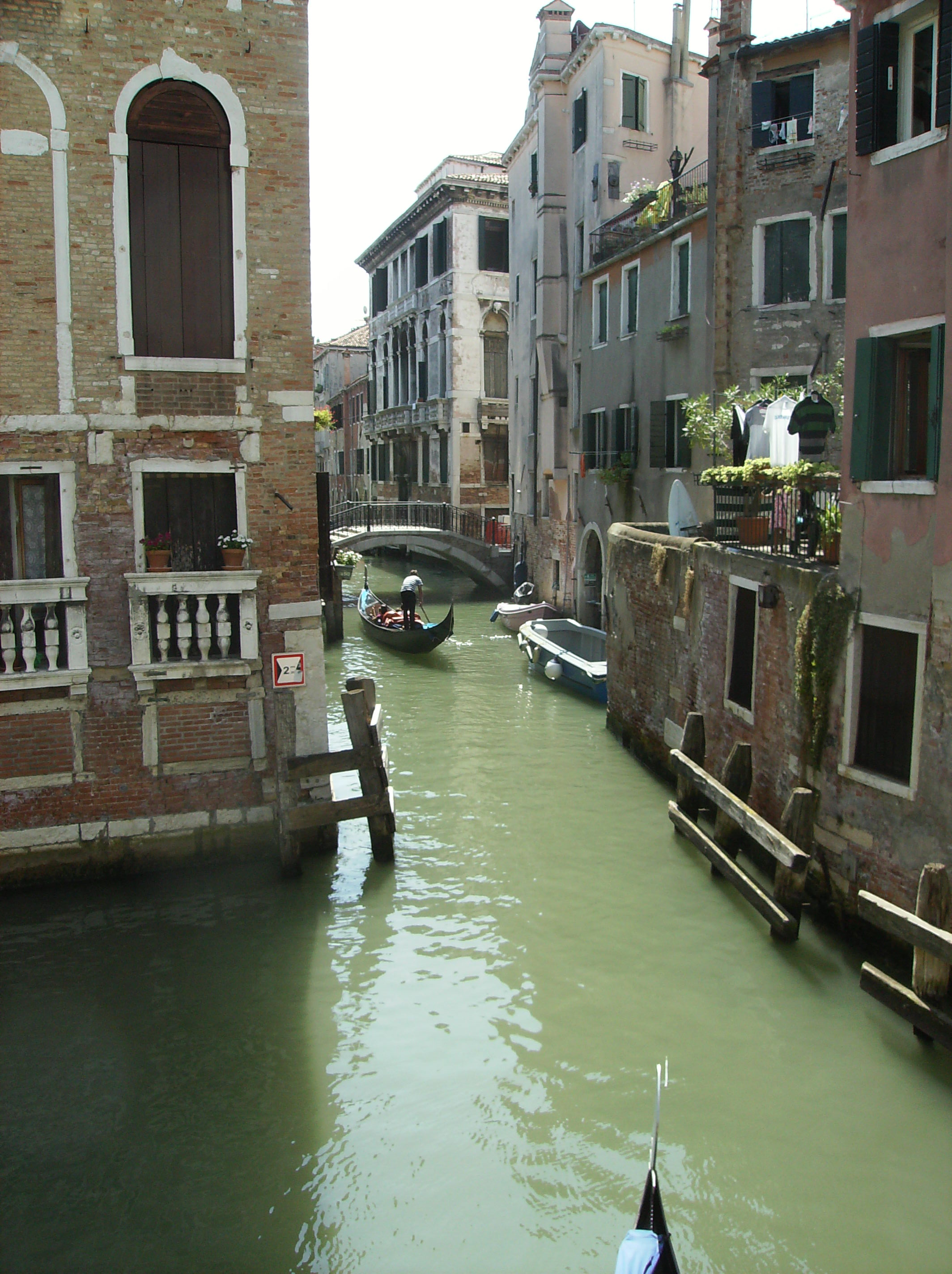
Le rio et ponte Tetta

Le rio (de la) Tetta est un canal de Venise dans le sestiere de Castello.

## Origine
La famille Tetta, originaire de Sibenik et anoblie à Varsovie par le roi Jean III Sobieski, a déménagé à Venise en 1611. Leur titre de marquis fut reconnu par la République en 1683. Leur habitation se trouva à l'enfourchement de ce rio et du rio de San Giovanni Laterano.

## Description
Le rio Tetta a une longueur de 190 mètres. 
Il commence au fourchage du rio del Pestrin en deux parties, le rio de San Giovanni Laterano au nord et le rio Tetta au sud; il se termine dans le rio de San Lorenzo.

## Situation
- Ce rio croise aussi le rio de San Severo sur son flanc sud.

## Ponts
Il est traversé par deux ponts :

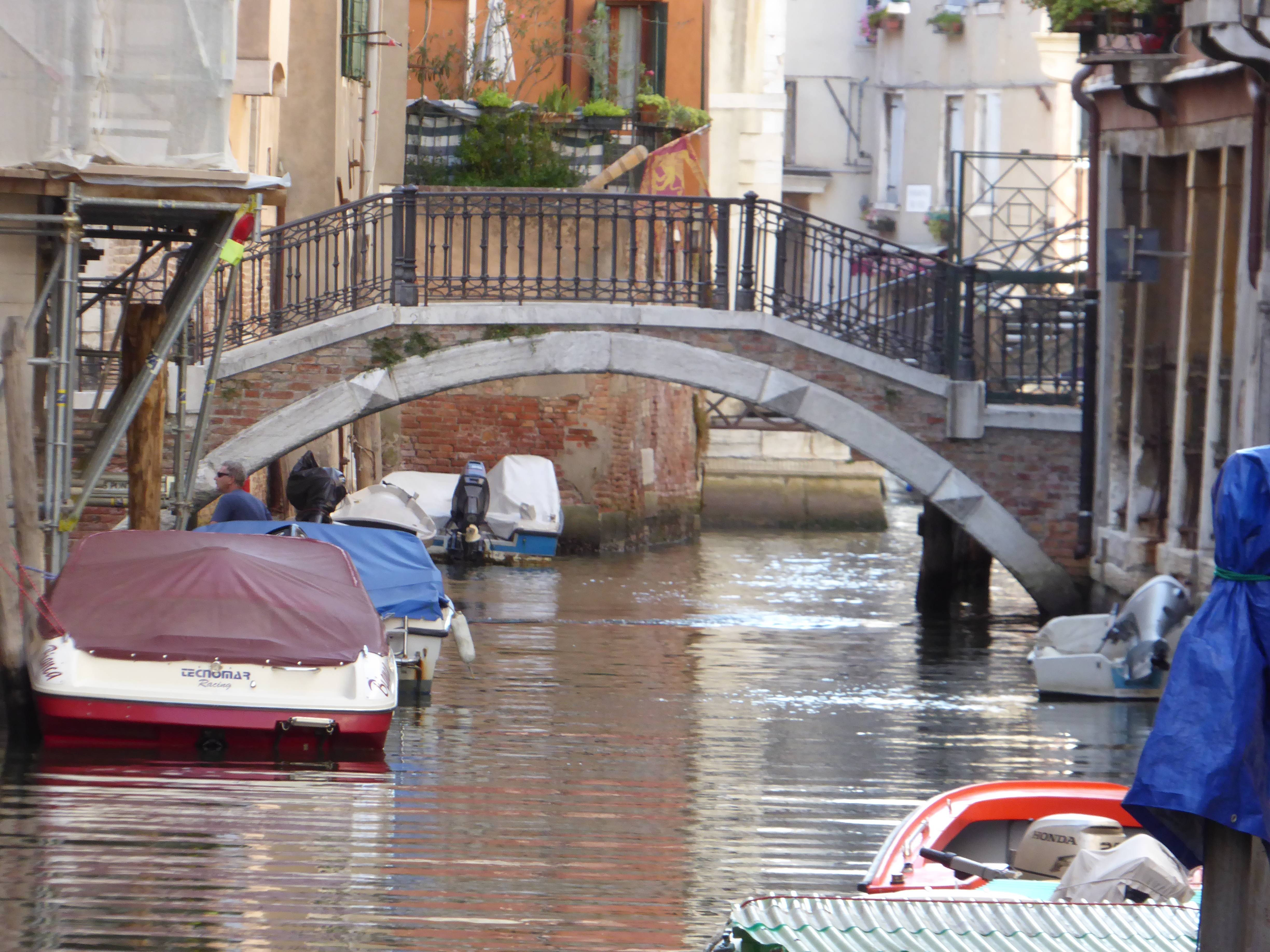
le ponte Tetta reliant les calle et fondamenta éponymes ;
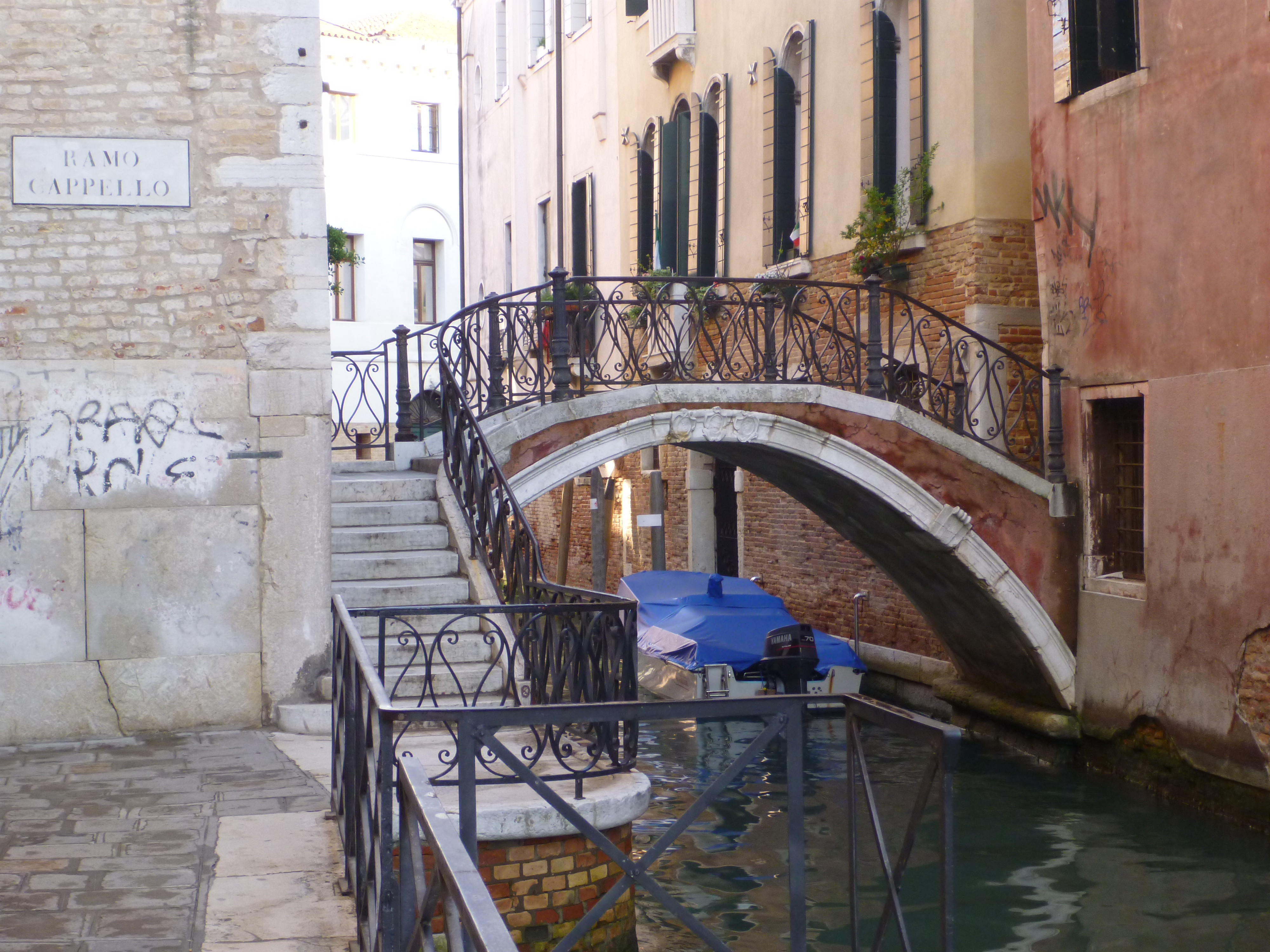
le Ponte Cappello reliant calle éponyme et Fondamenta San Giovanni Laterano.